# Motiv Liebe
Motiv Liebe ist eine 26-teilige deutsche Dramaserie, die für den Norddeutschen Rundfunk (NDR) produziert und in den Jahren 1974 und 1975 ausgestrahlt wurde. 

## Handlung
Motiv Liebe erzählt meist Kriminalgeschichten, bei denen die Tat aus Liebe geschah. In vielen Folgen steht dabei der Hamburger Rechtsanwalt Remberg gemeinsam mit seiner Tochter Gaby und dem Praktikanten Michel im Mittelpunkt. Ihre Mandanten sind auf die kriminelle Bahn gekommen, weil sie sich verliebt haben. Die Dramaturgie der Serie ist nicht auf die Aufklärung der Tat, sondern auf den Weg ins Verbrechen ausgerichtet.

## Besetzung und Team
Produzent Gyula Trebitsch besetzte, wie bei all seinen Produktionen, viele bekannte Darsteller der Zeit. 
- Kurt Ackermann
- Karin Anselm
- Lieselotte Arnold
- Ilse Bally
- Rainer Basedow
- Horst Beck
- Hartmut Becker
- Iris Berben
- Wolf-Dietrich Berg
- Ingrid van Bergen
- William Berger
- Anne-Marie Blanc
- Karlheinz Böhm
- Kornelia Boje
- Jo Bolling
- Günter Bothur
- Charles Brauer
- Arthur Brauss
- Eva Brumby
- Christiane Carstens
- Josef Dahmen
- Anton Diffring
- Klaus Dittmann
- Ulrich von Dobschütz
- Günther Dockerill
- Bettina Dörner
- Volker Eckstein
- Harald Eggers
- Veronika Faber
- Heinz Fabian
- Angelika Feldmann
- Rosemarie Fendel
- Joscha Fischer-Antze
- Herbert Fleischmann
- Giulia Follina
- Doris Gallart
- Karl-Heinz Gerdesmann
- Silvia Glogner
- Ursula Grabley
- Andrea Grosske
- Ilona Grübel
- Gert Haucke
- Hans Häckermann
- Inge Herbrecht
- Karl-Heinz Hess
- Horst Hesslein
- Knut Hinz
- Gert Günther Hoffmann
- Dan van Husen
- Rainer Iwersen
- Malte Jaeger
- Hans-Jürgen Janza
- Hans-Dieter Jendreyko
- Martin Jente
- Raymond Joob
- Dorothea Kaiser
- Marianne Kehlau
- Dietrich Kerky
- Ernst von Klipstein
- Kurt Klopsch
- Lotte Koch
- Karl-Heinz König
- Diana Körner
- Ruth Maria Kubitschek
- Dagmar von Kurmin
- Günter Kütemeyer
- Hellmut Lange
- Richard Lauffen
- Karlheinz Lemken
- Ernst Lothar
- Heinz G. Lück
- Lutz Mackensy
- Katharina Mayberg
- Sabine von Maydell
- Karl-Ulrich Meves
- Kyra Mladeck
- Joachim Dietmar Mues
- Marius Müller-Westernhagen
- Christine Mylius
- Margot Nagel
- Peter Pasetti
- Edda Pastor
- Eva Pflug
- Kurd Pieritz
- Xenia Pörtner
- Christoph Quest
- Siegfried Rauch
- Manfred Reddemann
- Horst Reckers
- Beatrice Richter
- Claudia Rieschel
- Irmgard Riessen
- Walter Riss
- Siemen Rühaak
- Wolfram Schaerf
- Tana Schanzara
- Jens Scheiblich
- Jochen Schmidt
- Rainer Schmitt
- Ilsemarie Schnering
- Karl Schönböck
- Lilli Schoenborn
- Reiner Schöne
- Marianne Schubart
- Hans Schulze
- Stephan Schwartz
- Ursula Sieg
- Reinhild Solf
- Kitty Speiser
- Camilla Spira
- Günter Spörrle
- Barbara Stanek
- Manfred Steffen
- Susanne Sternberg
- Günther Stoll
- Isabelle Stumpf
- Wolfgang Stumpf
- Friedrich von Thun
- Curt Timm
- Margarethe von Trotta
- Gisela Trowe
- Adalbert Tiegelkamp
- Barbara Valentin
- Marie Versini
- Horst Vinçon
- Ursula Vogel
- Fabian Wander
- Michael Weckler
- Elisabeth Wiedemann
- Fred Williams
- Joachim Wolff
- Rosel Zech
- Monika Zinnenberg

Die Regie bei der ersten Staffel führte Roger Fritz, bei der zweiten, ebenfalls 13 Folgen umfassenden Staffel unterstützten ihn Hermann Leitner und Jürgen Nola. Für die NDR-Redaktion betreute Helga Mauersberger die Serie, als Autoren waren unter anderem Krimiautor Friedhelm Werremeier, Rochus Bassauer oder Arno Alexander tätig. Hans-G. Leonhardt, von dem auch die Titelmusik zu Hamburg Transit stammt, komponierte die Musik, einer der Kameramänner war Heinz Erhardts Sohn Gero Erhardt.